# Altiero Spinelli

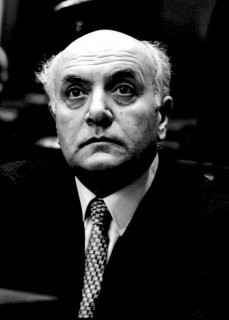
Altiero Spinelli (1970)

Altiero Spinelli (* 31. August 1907 in Rom; † 23. Mai 1986 in Rom) war ein kommunistischer italienischer Politiker, Mitglied der Europäischen Kommission und Abgeordneter der Kommunistischen Partei Italiens (PCI) im Europäischen Parlament. Er gilt zugleich als einer der Vordenker des Gedankens der europäischen Integration und des europäischen Föderalismus.

## Kommunistischer Widerstand gegen Mussolini und Haft 1927–1943

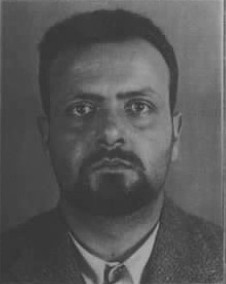
Altiero Spinelli (1937)

Bereits als Jugendlicher schloss sich Altiero Spinelli der Kommunistischen Partei Italiens an, die nach der Machtergreifung Benito Mussolinis 1922 im Jahr 1926 verboten wurde. Spinelli war daraufhin im Widerstand gegen das faschistische Regime aktiv und wurde deshalb 1927 festgenommen. Nach zehn Jahren in Haft wurde er 1937 auf die Gefängnisinsel Ponza, 1940 auf Ventotene verbannt, von wo er nach dem Sturz Mussolinis Anfang August 1943 befreit wurde.
Während der Haft löste sich Spinelli zunehmend von der Kommunistischen Partei, da diese den Stalinismus unterstützte. 1937 wurde Spinelli deshalb unter dem Vorwurf des „Trotzkismus“ aus der Partei ausgeschlossen. Daraufhin näherte sich Spinelli den Ideen des europäischen Föderalismus an, dem zufolge eine Vermeidung von Krieg und Totalitarismus nur durch die Einrichtung eines europäischen Bundesstaates möglich sei.
Spinelli war im Unterschied zu der Paneuropa-Union um Graf Coudenhove-Kalergi oder der britischen Federal Union um Philip Kerr (Lord Lothian), die konföderale, an einem Staatenbund orientierte Integrationsvorstellungen vertraten, innerhalb der Europäischen Bewegung ein Verfechter einer supranationalen europäischen Integration, die sich nicht nur über die Gründung bundesstaatlich verfasster europäischer Institutionen begründete, sondern aus einer basisorientiert heraus getragenen, unmittelbar von den Bürgern getragenen europäischen Integration konstituierte (Konstituante).
Wesentlich für Spinellis Orientierung zum Föderalismus waren auch seine Mitgefangenen Ernesto Rossi und Eugenio Colorni. Colorni wurde in der Haft von seiner Frau Ursula Hirschmann, der Schwester des revolutionären Marxisten und Zionisten Albert O. Hirschman, begleitet; sie heiratete nach Colornis Tod 1944 Altiero Spinelli.

## Manifest von Ventotene 1941

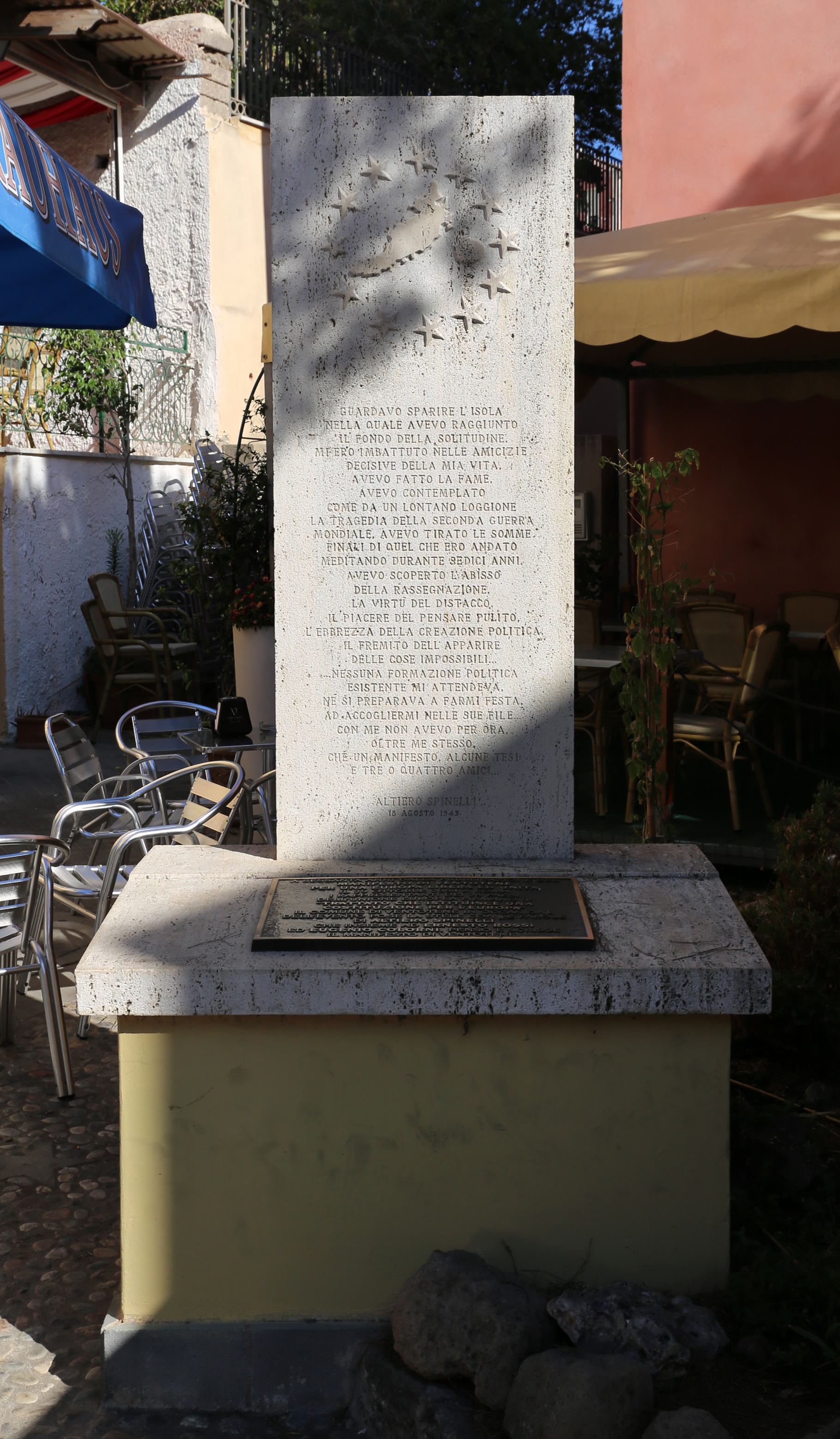
Denkmal auf der Insel Ventotene

1941 verfasste Spinelli gemeinsam mit Rossi und Colorni das Manifest von Ventotene, in dem sie die Krise des europäischen Nationalstaates beschrieben und als einzige Lösung die Schaffung einer europäischen Föderation sahen:

„Es gilt, einen Bundesstaat zu schaffen, der auf festen Füßen steht und anstelle nationaler Heere über eine europäische Streitmacht verfügt. Es gilt endgültig mit den wirtschaftlichen Autarchien, die das Rückgrat der totalitären Regime bilden, aufzuräumen. Es braucht einer ausreichenden Anzahl an Organen und Mitteln, um in den einzelnen Bundesstaaten die Beschlüsse, die zur Aufrechterhaltung der allgemeinen Ordnung dienen, durchzuführen. Gleichzeitig soll den Staaten jene Autonomie belassen werden, die eine plastische Gliederung und die Entwicklung eines politischen Lebens, gemäß den besonderen Eigenschaften der verschiedenen Völker, gestattet.“

Dieser europäische Bundesstaat sollte nach den Vorstellungen Spinellis in der „kurzen intensiven Zeitspanne allgemeiner Krise“ nach dem Ende des Zweiten Weltkriegs gegründet werden, indem eine „revolutionäre Bewegung“ eine Verfassung in Kraft setzen würde. Dabei machte Spinelli im Manifest von Ventotene auch aus seinen sozialistischen Überzeugungen kein Hehl. Das vereinigte Europa war für ihn zugleich Voraussetzung für die Befreiung der Arbeiterklasse und die Überwindung des Kapitalismus:

„Die europäische Revolution muss sozialistisch sein, um unseren Bedürfnissen gerecht zu werden; sie muss sich für die Emanzipation der Arbeiterklasse und die Schaffung menschlicherer Lebensbedingungen einsetzen.“

Aufgrund des klaren Bekenntnisses zu einer bundesstaatlichen Verfassung gilt Spinelli als Begründer des „klassischen Föderalismus“, der die europäische Integration durch einen verfassunggebenden Akt anstrebt. Dies wird auch als „konstitutionelle Methode“ bezeichnet, im Gegensatz zur später entwickelten „Methode Monnet“ einer schrittweisen und sektoralen Integration. Grundüberzeugung Spinellis war, dass nur die Schaffung gemeinsamer supranationaler Organe die Sicherung des Gemeininteresses sicherstellen konnte:

„Zur Sicherung des gemeinsamen Interesses muß ein geeigneter Apparat vorhanden sein, der die Verwirklichung dieses Interesses durchzusetzen in der Lage ist. Wenn dieser Apparat fehlt, wenn die vorhandenen Einrichtungen ausschließlich zur Vertretung von Einzelinteressen geeignet sind, dann müssen (…) die Dinge offenbar unausweichlich einen Lauf nehmen, bei dem jeder für seine eigenen Interessen sorgt, unbekümmert um den Schaden, den er anderen zufügt; hieraus entstehen dann Reibungen und Spannungen, die schließlich nicht mehr anders zu lösen sind als durch Gewalt. Zu beseitigen sind die Übel daher nur durch die Schaffung von Institutionen, die ein internationales Gesetz ausarbeiten und durchsetzen, das die Verfolgung von Zielen verhindert, die nur einer Nation Nutzen, den anderen aber Schaden bringen.“

## Gründung der UEF und politischer Aktivismus in der Nachkriegszeit
Nach seiner Freilassung versuchte Spinelli, die Forderungen aus dem Manifest von Ventotene in die Tat umzusetzen. Zum einen schloss er sich der Partito d’Azione an, einer Widerstandspartei gegen die deutsche Besatzung Italiens, die Spinelli allerdings 1946 nach internen Konflikten wieder verließ. Zum anderen gründete er noch 1943 das Movimento Federalista Europeo, einen italienischen Verein, der eine neue politische Verfassung für Europa propagierte. Zugleich nahm er Kontakt mit ausländischen Organisationen, etwa der Schweizer „Europa-Union“ und französischen Widerstandskämpfern auf, die sich ebenfalls für eine europäische Integration einsetzten. 1946, nach Ende des Zweiten Weltkriegs, war Spinelli die treibende Kraft bei der Gründung der Union Europäischer Föderalisten (UEF), die in den nächsten Jahren die Einigungsidee vorantrieb.
Allerdings gelang es der UEF nicht, eine europäische Verfassung durchzusetzen. 1948 kam es nach dem Haager Europa-Kongress zu einem Zusammenschluss der verschiedenen europäischen Organisationen (neben der UEF vor allem das von Winston Churchill dominierte United Europe Movement) zu einem Dachverband unter dem Namen Europäische Bewegung. Deren Aktivitäten führten 1949 zwar zur Gründung des Europarats; dieser war jedoch gerade kein europäischer Bundesstaat: Er berührte in keiner Weise die Souveränität der Nationalstaaten und schuf auch keine einflussreichen Gemeinschaftsorgane, wie sie Spinelli gefordert hatte. Spinelli selbst äußerte deshalb seine Enttäuschung über die erreichten Ergebnisse und warf Churchill vor, er habe mit dem United Europe Movement nur eine antikommunistische Gegenbewegung zur UEF aufgebaut, um deren weitergehenden Ziele zu sabotieren.
Die Gründung der Europäischen Gemeinschaft für Kohle und Stahl (EGKS) 1952 sah Spinelli skeptisch, da sie statt durch eine verfassunggebende Versammlung durch einen internationalen Vertrag gegründet und nicht hinreichend demokratisch legitimiert war. Zwei Jahre später gelang es ihm jedoch, den italienischen Ministerpräsidenten Alcide De Gasperi dazu zu bewegen, sich für die Gründung einer Europäischen Politischen Gemeinschaft einzusetzen. Diese sollte als Ansatzpunkt für einen europäischen Bundesstaat dienen, die Beratende Versammlung der EGKS (Vorläuferin des späteren Europäischen Parlaments) entsprechende Vorschläge ausarbeiten. Dieser Plan wurde 1954 in den Vertrag über die Europäische Verteidigungsgemeinschaft aufgenommen; deren Ratifizierung scheiterte jedoch Ende desselben Jahres im französischen Parlament.
In den folgenden Jahren nahmen in der UEF die Enttäuschungen und internen Konflikte überhand. Im Juli 1956 spaltete sie sich auf in das konstitutionalistische Mouvement Fédéraliste Européen (MFE) um Spinelli, das weiterhin eine echte europäische Verfassung forderte, und die funktionalistische Action Européenne Fédéraliste (AEF), die sich für den schrittweisen Ausbau der Europäischen Gemeinschaften einsetzte. Beide Gruppierungen übten jedoch in den folgenden Jahren nur noch wenig Einfluss auf die Europapolitik aus; Spinelli blieb jedoch als Vortragsredner und führender Vertreter einer weitestmöglichen Integration in der Öffentlichkeit präsent und beriet unter anderem De Gasperi, Paul-Henri Spaak und Jean Monnet bei deren Europapolitik. 1965 gründete er das Istituto Affari Internazionali, eine Denkfabrik, deren erster Direktor er auch war.

## Mitglied der EG-Kommission 1970–1976
1970 wurde Spinelli von der italienischen Regierung in die Europäische Kommission entsandt, wo er das Ressort Industrie und Forschung, ab 1973 Industrie und Handel, übernahm. In diesem Amt setzte er sich weiterhin für eine Vertiefung der Integration, vor allem auch im nicht-wirtschaftlichen Bereich, ein. Die Gründung des Europäischen Rats der Staats- und Regierungschefs 1974 sah Spinelli allerdings kritisch, da er darin eine Schwächung der supranationalen Organe und eine Rückkehr zum Intergouvernementalismus sah.

## Abgeordneter im Europäischen Parlament ab 1976
Grundsätzlich blieb Spinelli seiner Idee einer verfassunggebenden Versammlung treu und strebte daher eine Mitgliedschaft im Europäischen Parlament an, das ihm dazu am besten geeignet erschien. Da die Abgeordneten zu dieser Zeit noch von den nationalen Parlamenten in das Europäische Parlament in Straßburg delegiert und nicht direkt gewählt wurden, ließ sich Spinelli bei den Parlamentswahlen in Italien 1976 als Unabhängiger auf der Liste der Kommunistischen Partei Italiens aufstellen. Diese hatte sich erst 1973 im sogenannten „historischen Kompromiss“ von der Sowjetunion ab- und stattdessen dem Eurokommunismus zugewandt, der demokratische Verfahren und die europäische Integration bejahte. Spinelli und weitere unabhängige Kandidaten auf der Wahlliste verliehen diesem neuen Kurs Glaubwürdigkeit, was der Partei 1976 das beste Wahlergebnis in ihrer Geschichte eintrug. Für Spinelli selbst war die Wahl allerdings auch mit einer persönlichen Tragödie verbunden, da am selben Tag seine schon zuvor schwer erkrankte Tochter Sara starb.
Unmittelbar nach seiner Wahl ins italienische Parlament ließ sich Spinelli 1976 ins Europäische Parlament abordnen, wo er stellvertretender Vorsitzender in der „Fraktion der Kommunisten und Nahestehenden“ (Vorläuferin der heutigen Konföderalen Fraktion der Vereinten Europäischen Linken/Nordische Grüne Linke) war. Obwohl zahlreiche Mitglieder der Fraktion deutlich europakritischer eingestellt waren, überließen sie Spinelli weitgehende Handlungsfreiheit für seine Aktivitäten, die meistens auf fraktionenübergreifende Initiativen zur Stärkung der Rolle des Parlaments abzielten. Bei der Europawahl 1979, der ersten Direktwahl des Parlaments, wurde er erneut als Unabhängiger auf der Liste der Kommunistischen Partei gewählt.

## Der Vertragsentwurf für eine Europäische Union 1984

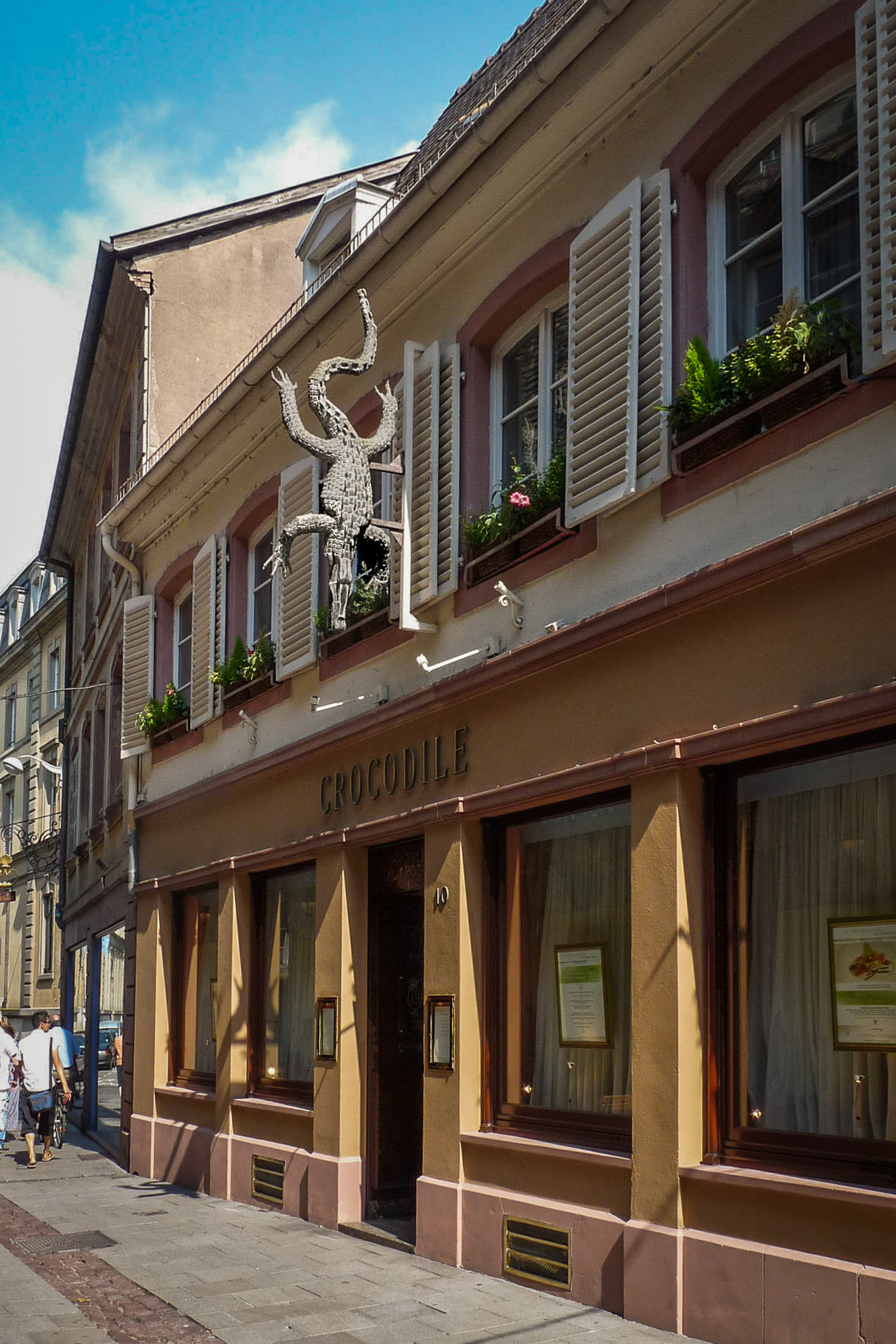
Das Restaurant Au Crocodile in Straßburg

Mit der Direktwahl hatte das Parlament für Spinelli endgültig den Rang einer „europäischen Volksvertretung“ erreicht, die legitimerweise auch zur Ausarbeitung einer europäischen Verfassung befugt sein sollte. Mitte 1980 schrieb er daher einen Brief an alle übrigen Mitglieder des Parlaments, in dem er ihnen diesen Vorschlag machte. Kurz darauf traf sich eine kleine Gruppe von Abgeordneten aller Fraktionen in einem Straßburger Restaurant namens Au Crocodile, um diese Initiative voranzutreiben. Der Plan, den Spinelli diesem „Krokodilsclub“ unterbreitete, sah vor, dass das Europäische Parlament einen Verfassungsentwurf erarbeiten würde, der dann von den nationalen Parlamenten ratifiziert werden sollte – ohne die nationalen Regierungen daran zu beteiligen, denen Spinelli nicht zutraute, einem solchen Machtverzicht zuzustimmen.
Mitte 1981 brachten die Abgeordneten des Krokodilsclubs schließlich einen Antrag in das Parlamentsplenum ein, einen neuen Ausschuss für institutionelle Fragen zu gründen, der diesen Verfassungsentwurf erarbeiten sollte. Vorsitzender des Anfang 1982 eingerichteten Ausschusses wurde der italienische Sozialist Mauro Ferri, Spinelli selbst wurde Berichterstatter für das Verfassungsprojekt.
Am 14. Februar 1984 nahm das Europäische Parlament den „Spinelli-Entwurf“ an, der unter anderem legislative Befugnisse für das Parlament etwa im Umfang des heutigen Mitentscheidungsverfahrens vorsah. Der Entwurf bestimmte zudem in Artikel 82 die Inkraftsetzung des Vertrages nach dessen Verabschiedung durch eine zwei Drittel der Gesamtbevölkerung der Gemeinschaft repräsentierende Mehrheit der Mitgliedstaaten (gesamteuropäisches Plebiszit). Der Plan einer Ratifizierung durch die nationalen Parlamente scheiterte jedoch: Kein einziges Parlament leitete das Zustimmungsverfahren ein. Bei einer Rede im Europäischen Parlament im Mai 1984 begrüßte auch der französische Staatspräsident François Mitterrand zwar die wesentlichen Inhalte des Entwurfs, kündigte jedoch nur die Einrufung einer Regierungskonferenz an, die über weitere Reformen beraten sollte.
Diese Initiative Mitterrands bewirkte im Juni 1984 die Einrichtung des Dooge-Ausschusses, der seinerseits 1985 zur Unterzeichnung der Einheitlichen Europäischen Akte führte. Diese war die erste größere Reform der Gründungsverträge der Europäischen Gemeinschaften, doch insbesondere die Vorschläge zur Stärkung der Rolle des Parlaments fanden keine Aufnahme darin. Erst im 1992 unterzeichneten Vertrag von Maastricht wurden einige Inhalte des Verfassungsentwurfs von Spinelli aufgegriffen.
Spinelli selbst wurde bei der Europawahl 1984 noch einmal gewählt, zeigte sich jedoch in den folgenden Monaten enttäuscht von der weiteren Entwicklung, vor allem da die nationalen Regierungen bei der Vorbereitung der Einheitlichen Europäischen Akte nicht mit dem Parlament zusammenarbeiteten. Auch inhaltlich ging ihm die Reform nicht weit genug. Er schlug daher vor, das Europäische Parlament solle darauf hinarbeiten, dass die Europawahl 1989 schon im Voraus formell zu einer Wahl zur verfassunggebenden Versammlung erklärt werden solle. Allerdings starb Spinelli 1986, bevor er genügend Unterstützer für diesen Vorschlag gefunden hatte.

## Rezeption
Spinelli gilt als eine der bedeutendsten Persönlichkeiten der europäischen Integration. Dabei war er dem EU-Historiker Christoph Driessen zufolge „ein Gegen-Monnet – nicht in dem Sinne, dass er gegen die europäische Einigung gewesen wäre (...), aber er wollte sie ganz anders“. Spinellis Politik war darauf ausgerichtet, die Rolle der Nationalstaaten möglichst weit zu reduzieren und einen europäischen Bundesstaat mit gemeinsamem Parlament und gemeinsamer Regierung zu schaffen. Sein Vorwurf an Jean Monnet war, dass ihm zwar das große Verdienst zukomme, Europa erbaut zu haben, aber auch „die große Verantwortung, es schlecht erbaut zu haben“. Für ihn als „unbeugsamen Föderalisten“ (Driessen) lag die Zukunft Europas „nicht in einer verstärkten Zusammenarbeit der nationalen Regierungen, sondern in der Übertragung der Macht auf supranationale Institutionen“. Damit konnte sich Spinelli letztlich nicht durchsetzen. Was ihm aber durchaus gelang, war, dem Einigungsprozess Mitte der 80er Jahre durch seine Initiativen im Europäischen Parlament eine neue Dynamik zu verleihen, der schließlich auch zu mehr Kompetenzen für supranationale europäische Institutionen führte.

## Ehrungen
Für seine Verdienste um den Aufbau Europas erhielt Spinelli verschiedene Auszeichnungen, darunter 1974 den Robert-Schuman-Preis der Alfred-Toepfer-Stiftung.

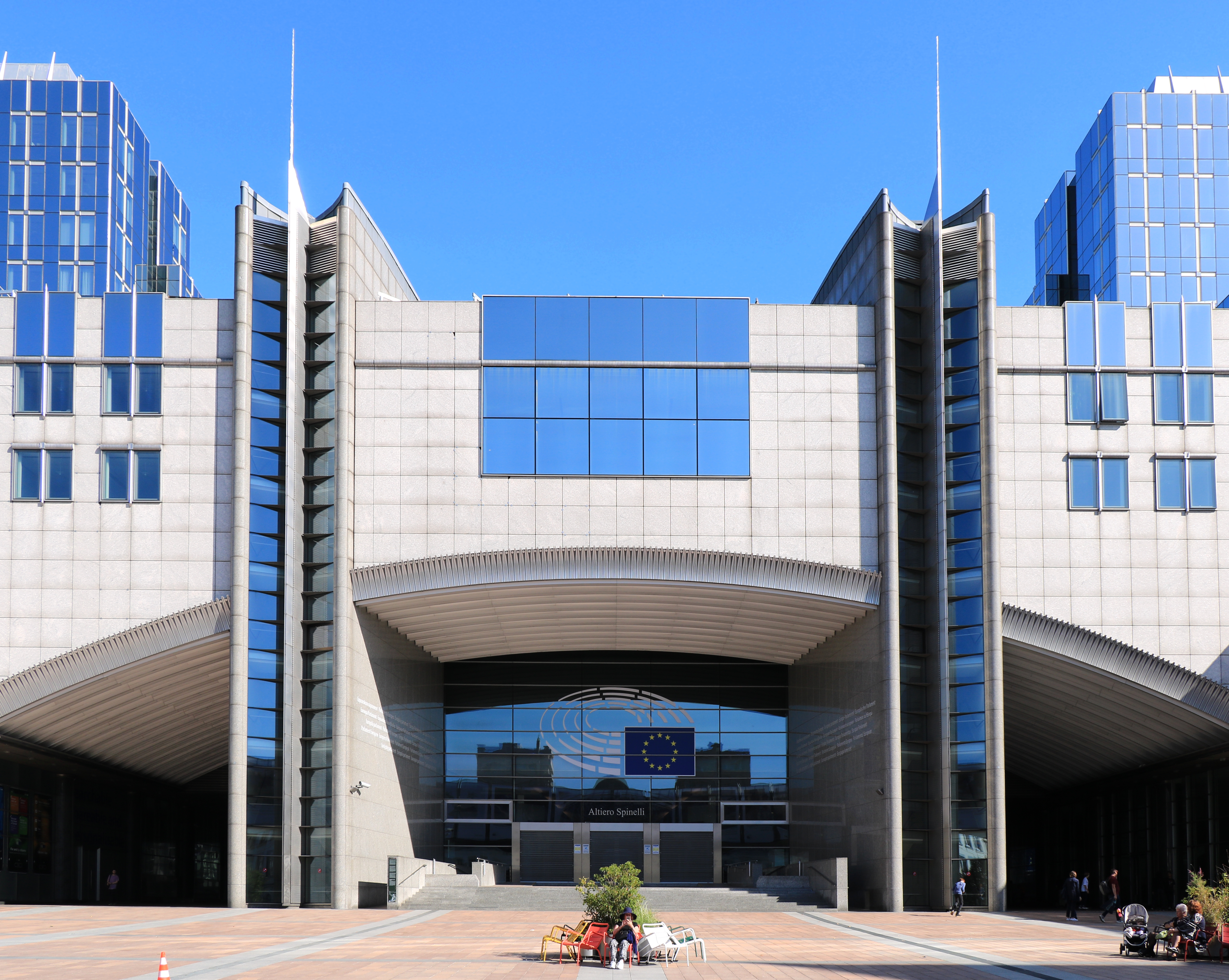
Eingang zum Altiero-Spinelli-Gebäude, Brüssel

Nach seinem Tod wurde 1993 eines der Brüsseler Gebäude des Europäischen Parlaments nach Altiero Spinelli benannt (abgekürzt: ASP). Das andere trägt den Namen Paul-Henri Spaaks. Seit 1998 steht sein Name auf dem Fries der Plaça d’Europa in Barcelona. Zudem wurde die Spinelli-Gruppe, eine 2010 gegründete Initiative von Europaabgeordneten, die sich für den europäischen Föderalismus einsetzen, nach Altiero Spinelli benannt. Seit 2017 wird von der Europäischen Kommission der jährlich zu vergebende Altiero-Spinelli-Preis für Öffentlichkeitsarbeit für die Verbreitung von Wissen über Europa ausgelobt, dotiert mit 25.000 Euro.
Am 21. August 2016 tagte auf Spinellis ehemaliger Sträflingsinsel Ventotene eine EU-Krisenkonferenz mit Beteiligung der deutschen, französischen und italienischen Regierungschefs, in deren Rahmen ein Kranz an seinem Grab abgelegt wurde.

## Schriften
- Manifest der europäischen Föderalisten, Frankfurt a. M.: Europäische Verl.-Anst., 1958.
- Avventura europea, Bologna: Il Mulino, 1972.
- Il progetto europeo, Bologna: Il Mulino, 1985.
- Una strategia per gli stati uniti d'Europa, Bologna: Il Mulino, 1989.
- Diario europeo (Tagebuch), 3 Bände, Bologna: Il Mulino, 1989–1992.
- L' Europa tra ovest e est, Bologna: Il Mulino, 1990.
- Come ho tentato di diventare saggio (Autobiografie), Bologna: Il Mulino, 2006.